# Velký Plešný
Velký Plešný är en kulle i Tjeckien.   Den ligger i regionen Södra Böhmen, i den sydvästra delen av landet, 140 km söder om huvudstaden Prag. Toppen på Velký Plešný är 1 068 meter över havet, eller 140 meter över den omgivande terrängen. Bredden vid basen är 2,0 km.
Terrängen runt Velký Plešný är huvudsakligen lite kuperad. Trakten runt Velký Plešný är nära nog obefolkad, med mindre än två invånare per kvadratkilometer. Närmaste större samhälle är Český Krumlov, 16,1 km öster om Velký Plešný. I omgivningarna runt Velký Plešný växer i huvudsak blandskog.